# Sick Abed
Sick Abed é um filme mudo do gênero comédia romântica produzido nos Estados Unidos e lançado em 1920.